# Сен-Мишель-ле-Порт
Сен-Мишель-ле-Порт (фр. Saint-Michel-les-Portes) — коммуна во Франции, находится в регионе Рона — Альпы. Департамент коммуны — Изер. Входит в состав кантона Матезин-Триев. Округ коммуны — Гренобль.
Код INSEE коммуны — 38429. Население коммуны на 1999 год составляло 143 человека. Населённый пункт находится на высоте от 558 до 2 082 метров над уровнем моря. Муниципалитет расположен на расстоянии около 510 км юго-восточнее Парижа, 115 км юго-восточнее Лиона, 37 км южнее Гренобля. Мэр коммуны — Jean-Bernard Bellier, мандат действует на протяжении 2001—2008 гг.
Динамика населения (INSEE):